# Спурий Муммий
Спу́рий Му́ммий (лат. Spurius Mummius; родился около 181 года до н. э. — умер после 139 года до н. э.) — римский дипломат и интеллектуал из плебейского рода Муммиев, участник «кружка Сципиона». Упоминается Цицероном в трактате «Брут, или О знаменитых ораторах».

## Биография
Спурий Муммий принадлежал к незнатному плебейскому роду Муммиев, первым консулом в котором был его старший брат. Согласно Капитолийским фастам, отец и дед Спурия носили преномен Луций. Отец в своей карьере поднялся только до претуры (177 год до н. э.), так что его сыновья считались «новыми людьми». Старшим братом Спурия был Луций, в 145 году до н. э. получивший за свои военные заслуги агномен Ахаик (Achaicus).
Рождение Спурия Муммия исследователи относят приблизительно к 181 году до н. э. Таким образом, он был младше брата примерно на двенадцать лет. Известно, что в 146—145 годах до н. э. Спурий был легатом в Греции и отправлял из Коринфа своим близким письма, написанные, по словам Цицерона, «остроумными стишками». Суть его балканской миссии не совсем ясна. Цицерон в одном из своих писем высказал сомнения в том, что Спурий был одним из десяти легатов, занимавшихся совместно с Луцием Муммием организацией нового порядка в Греции после Ахейской войны: скорее он был «легатом у брата».
В 140—139 годах до н. э. вместе с консулярами Публием Корнелием Сципионом Эмилианом и Луцием Цецилием Метеллом Кальвом Спурий Муммий был членом посольства, отправленного в Восточное Средиземноморье. Анализируя персональный состав предыдущих посольских делегаций, канадский исследователь Г. Самнер предположил, что в это время Спурий Муммий был уже преторием, то есть бывшим претором. Дата отправления этой должности остаётся неизвестной.
Другие послы, Сципион Эмилиан и Метелл Кальв, были руководителями двух враждебных группировок, так что Спурия Муммия могли включить в состав посольства в качестве своеобразного посредника между ними. Легаты побывали в Египте, в Сирии, в Малой Азии, на Кипре и в Греции, во всех этих регионах восстанавливая старые связи и укрепляя союзы. Современники отметили простые манеры и дружелюбие послов.
Жизнь Спурия Муммия за пределами этих двух его миссий остаётся неизвестной. Источники не сообщают, как долго он прожил после своего путешествия на Восток.
Интеллектуальные занятия
Спурий Муммий состоял в «кружке Сципиона», участников которого объединяли родственные и дружеские связи, любовь к греческой культуре и планы умеренных реформ. Он был знатоком стоической философии. Цицерон в трактате «Брут» называет Спурия в числе «второстепенных ораторов» эпохи Гая Лелия Мудрого и Сервия Сульпиция Гальбы. По его словам, Муммий «был неприкрашен и немногословен». Тексты речей Спурия сохранились до 46 года до н. э., когда был написан трактат.
Поэтические письма Спурия, отправленные из Коринфа, исследователи считают предшественниками сатир Гая Луцилия.
Потомки
В одном из писем Цицерона упоминается потомок Спурия (предположительно, внук), носивший то же имя. Он умер незадолго до 45 года до н. э.